# Bulbine asphodeloides
Bulbine asphodeloides là một loài thực vật có hoa trong họ Thích diệp thụ. Loài này được (L.) Spreng. miêu tả khoa học đầu tiên năm 1825.